# Nachal Zavitan
Nachal Zavitan (hebrejsky: נחל זוויתן) je vodní tok o délce 19 km v Izraeli, respektive na Golanských výšinách okupovaných Izraelem od roku 1967.
Začíná na východním okraji Golanských výšin, na náhorní planině poblíž vesnice Ejn Zivan, nedaleko hor Har Avital a Har Bnej Rasan. Směřuje pak k jihozápadu, zpočátku mělkým údolím skrz plochou krajinu, kterou člení jen izolované pahorky sopečného původu jako Har Josifon, jež obtéká z jihu. Na dolním toku se Nachal Zavitan postupně zařezává do podloží a vytváří úzké údolí, jež směřuje stále k jihozápadu. Nachází se v něm několik vodopádů a jezírek. Vyniká zejména takzvaný Měděný vodopád (Mapal ha-Nehošet) o výšce 28 metrů. Nachal Zavitan má celoroční vodní průtok a i v létě si voda udržuje relativně nízkou teplotu. Nad jižním okrajem údolí probíhá silnice číslo 87, nad severním okrajem pak stojí správní centrum Golan – město Kacrin.
Tato sekce údolí je turisticky využívaná a je součástí přírodní rezervace Jehudija, jež zahrnuje i paralelní údolí toků Nachal Dalijot, Nachal Jehudija a Nachal Mešušim. Patří do ní i rozsáhlé zalesněné úseky volné krajiny mezi těmito kaňony. Východně od obce Chad Nes vtéká Nachal Zavitan do hlubokého údolí toku Nachal Mešušim, který pak směřuje do příkopové propadliny při řece Jordán a ústí do Galilejského jezera.